# Sudamerlycaste dunstervillei
Sudamerlycaste dunstervillei là một loài thực vật có hoa trong họ Lan. Loài này được (Bergold) Archila mô tả khoa học đầu tiên năm 2002.